# Yan Song
Yan Song (en chino tradicional, 閻嵩; en chino simplificado, 阎嵩; pinyin, Yán Sōng; Dalian, China; 20 de marzo de 1981) es un exfutbolista chino que jugaba en la posición de centrocampista.

## Carrera

### Club
| Periodo   | Club                 | Apariciones | Goles |
| --------- | -------------------- | ----------- | ----- |
| 1999-2007 | Dalian Shide         | 185         | 27    |
| 2008-2009 | Hangzhou Greentown   | 51          | 5     |
| 2010      | Jeju United          | 0           | 0     |
| 2011-2012 | Dalian Shide         | 11          | 0     |
| 2012-2013 | Shanghai Shenhua     | 3           | 0     |
| 2014-2015 | Dalian Transcendence | 15          | 2     |

### Selección nacional
Debutó con China el 12 de diciembre de 2002 en un partido amistoso ante Baréin que terminó 2-2. Jugó 19 partidos con la selección nacional de 2002 a 2007 y anotó un gol; participó en la Copa Asiática 2004 y en los Juegos Asiáticos de 2002.

## Logros
- Liga Jia-A / Chinese Super League: 2000, 2001, 2002, 2005
- Chinese FA Cup: 2001, 2005